# Bandera de Virginia
La bandera de Virginia es el emblema oficial de esta Mancomunidad de EE. UU. Consiste en el sello del estado contra un fondo azul. La versión actual de la bandera fue adoptada al comienzo de la guerra civil estadounidense en 1861. Cuando la bandera ondea, debe tener un fleco de color plata en el extremo más alejado del mástil. Es la única bandera estatal de EE. UU. que contiene alguna forma de desnudo.
El lema en latín, "Sic semper tyrannis", situado en la parte inferior del sello significa "De este modo siempre a los tiranos." Esta cita se atribuye a Bruto, durante el asesinato de Julio César en Roma. La mujer es "Virtud, el genio de la comunidad, vestida como una amazona" (Código de Virginia § 7,1-26) y constituye la alegoría de Virginia. El hombre postrado representa la tiranía (nótese la corona caída a la derecha). El tirano porta una cadena y un flagelo. 
La Asamblea General de Virginia aprobó un saludo oficial a la bandera de Virginia en 1954. Su texto es el siguiente:

Saludo a la bandera de Virginia,
con reverencia y devoción patriótica
a la 'Madre de Estados y presidentes',
que representa el "Viejo Dominio",
donde la libertad y la independencia nacieron